# Лучина, Сергей Александрович
Сергей Александрович Лучина (12 января 1974) — российский футболист, защитник.

## Биография
Воспитанник футбольной школы «Уралмаша». На взрослом уровне начал выступать в 1991 году в соревнованиях КФК, а на следующий год дебютировал вместе со своим клубом на профессиональном уровне — во второй лиге России. В 1994 году выступал за «Уралец НТ», затем вернулся в «Горняк».
Летом 1996 года перешёл в «Уралмаш», который в тот момент испытывал финансовые проблемы и шёл в конце таблицы высшего дивизиона. Дебютный матч в чемпионате России защитник провёл 7 августа 1996 года против тольяттинской «Лады», выйдя на замену на 64-й минуте вместо Андрея Морозова. Всего до конца сезона сыграл 12 матчей в высшей лиге и не смог помочь команде удержаться в высшей лиге.
В 1997 году выступал за ижевский «Газовик-Газпром» в первом дивизионе, а в следующем сезоне не играл на профессиональном уровне. В 1999 году вернулся в «Уралмаш», в течение четырёх сезонов был его основным защитником. Всего за клуб из Екатеринбурга сыграл более 100 матчей.
Выступал также в мини-футболе за екатеринбургский УПИ.
После окончания игровой карьеры в течение нескольких лет тренирует юношеские команды мини-футбольного клуба «Газпром-Югра».